# Straatvoedsel

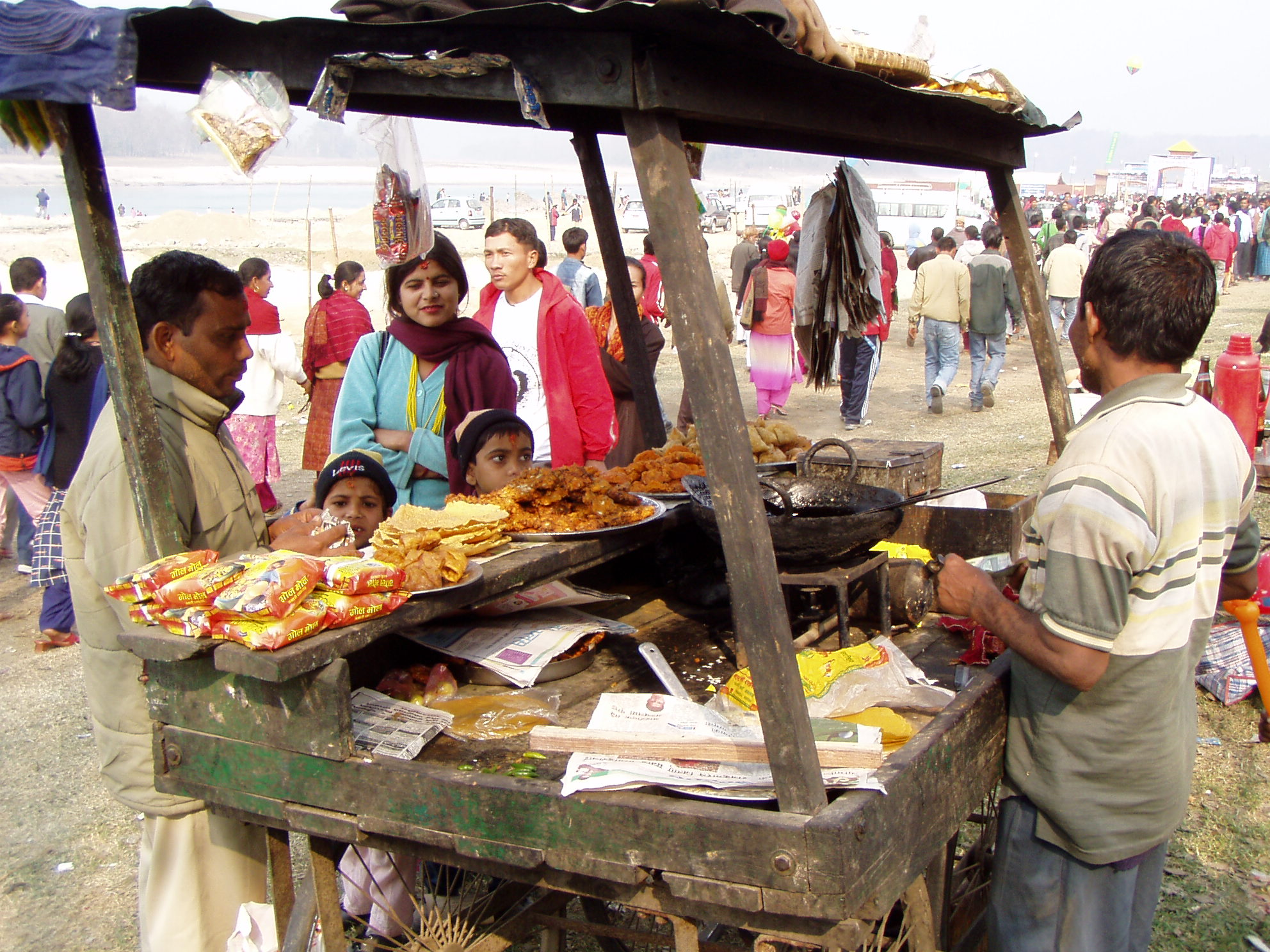
Straatverkoop in Nepal

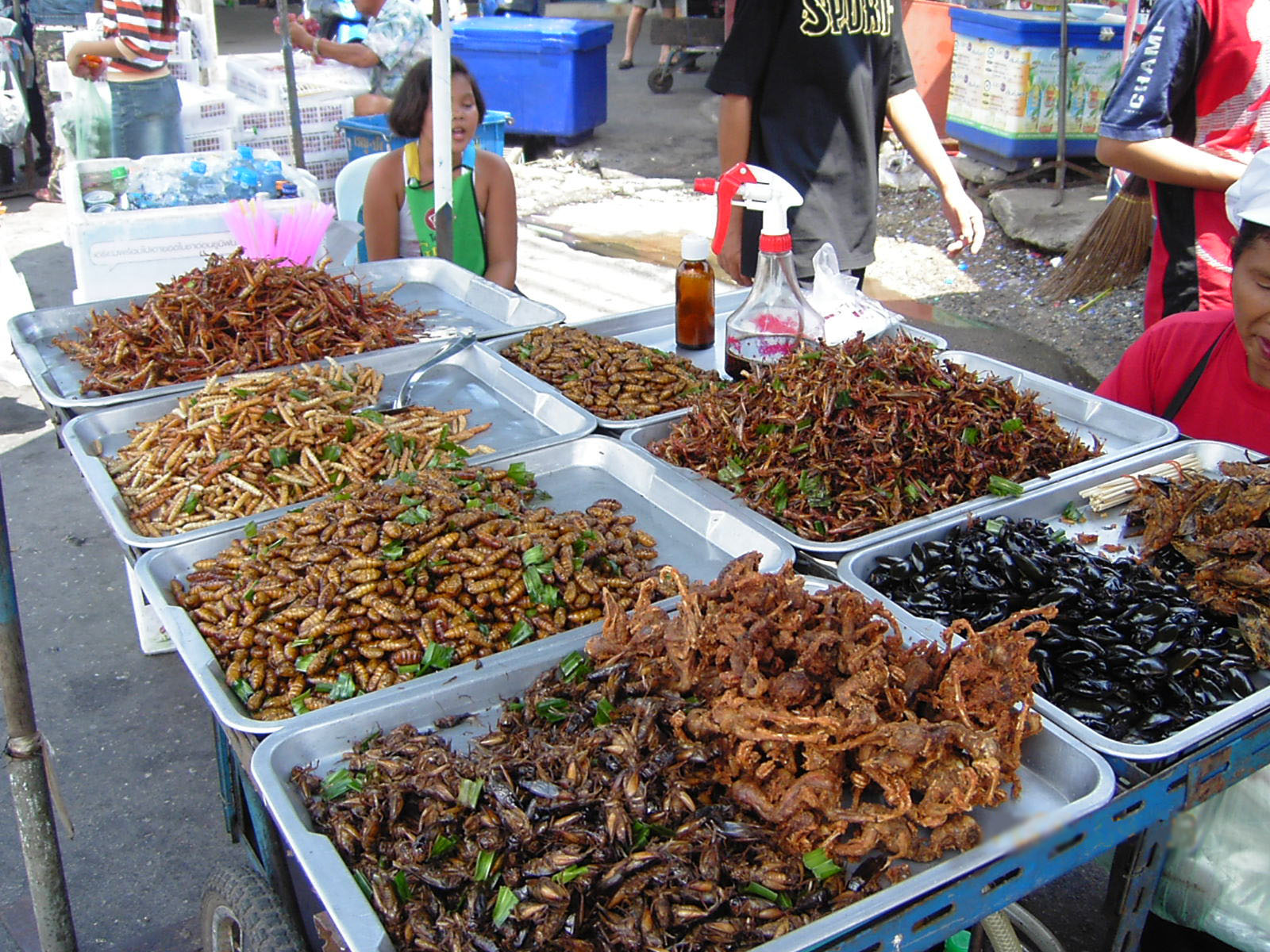
Verschillende soorten insecten te koop op straat in Bangkok

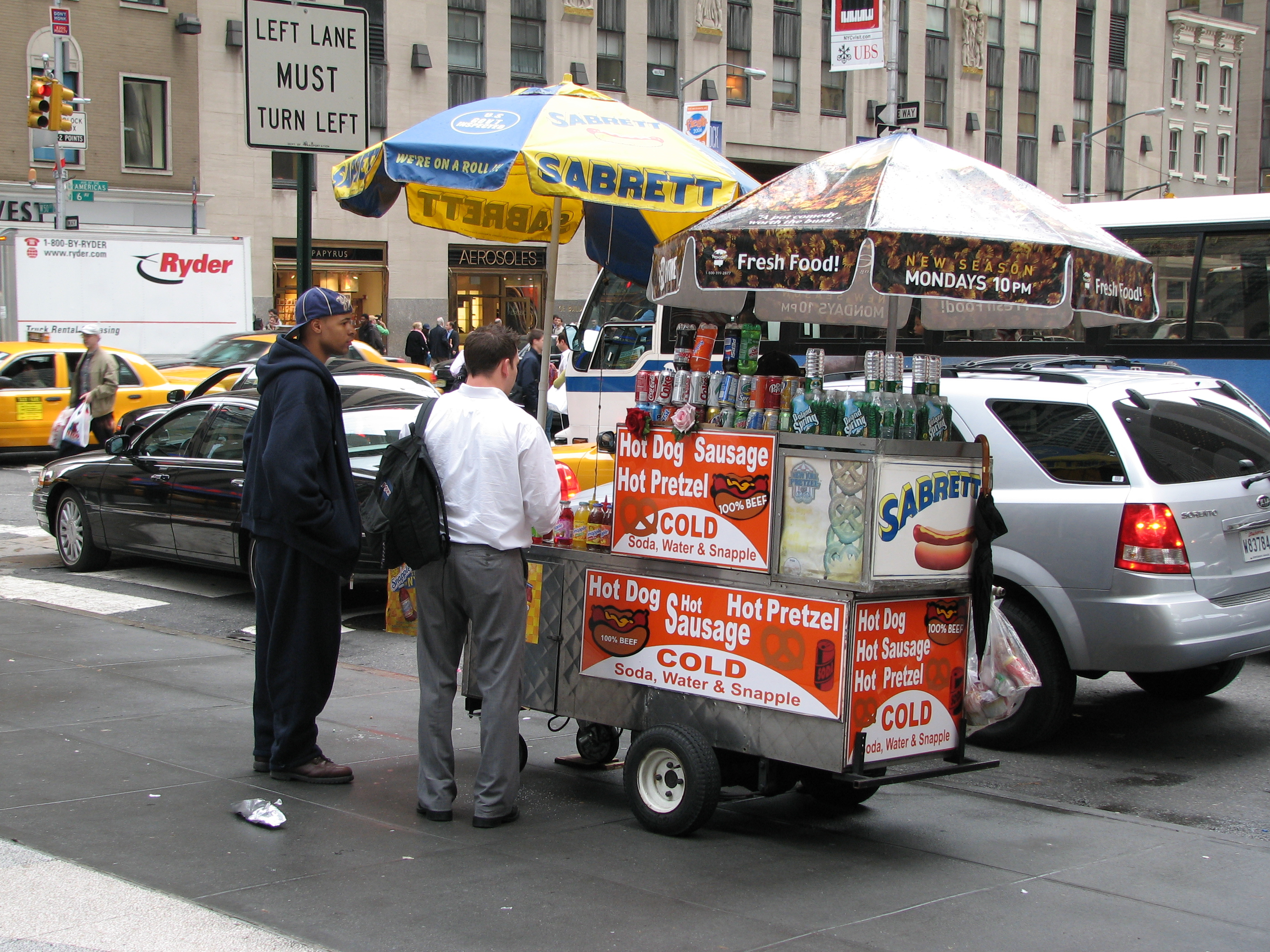
Pretzels en hotdogs als street food in New York

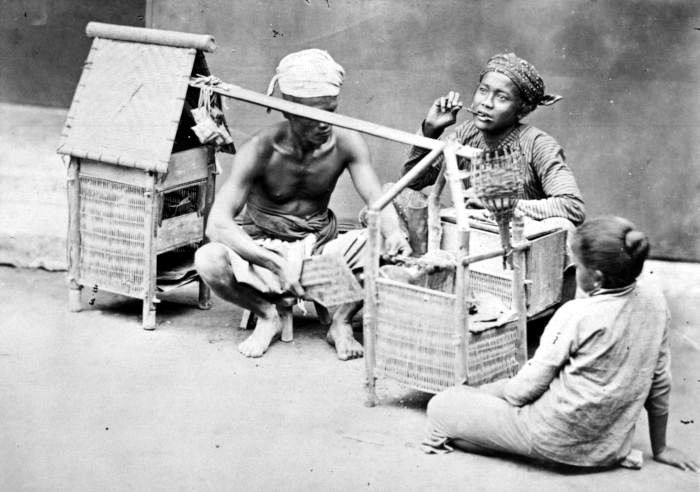
Straatverkoper met saté omstreeks 1870 op Java, Nederlands-Indië

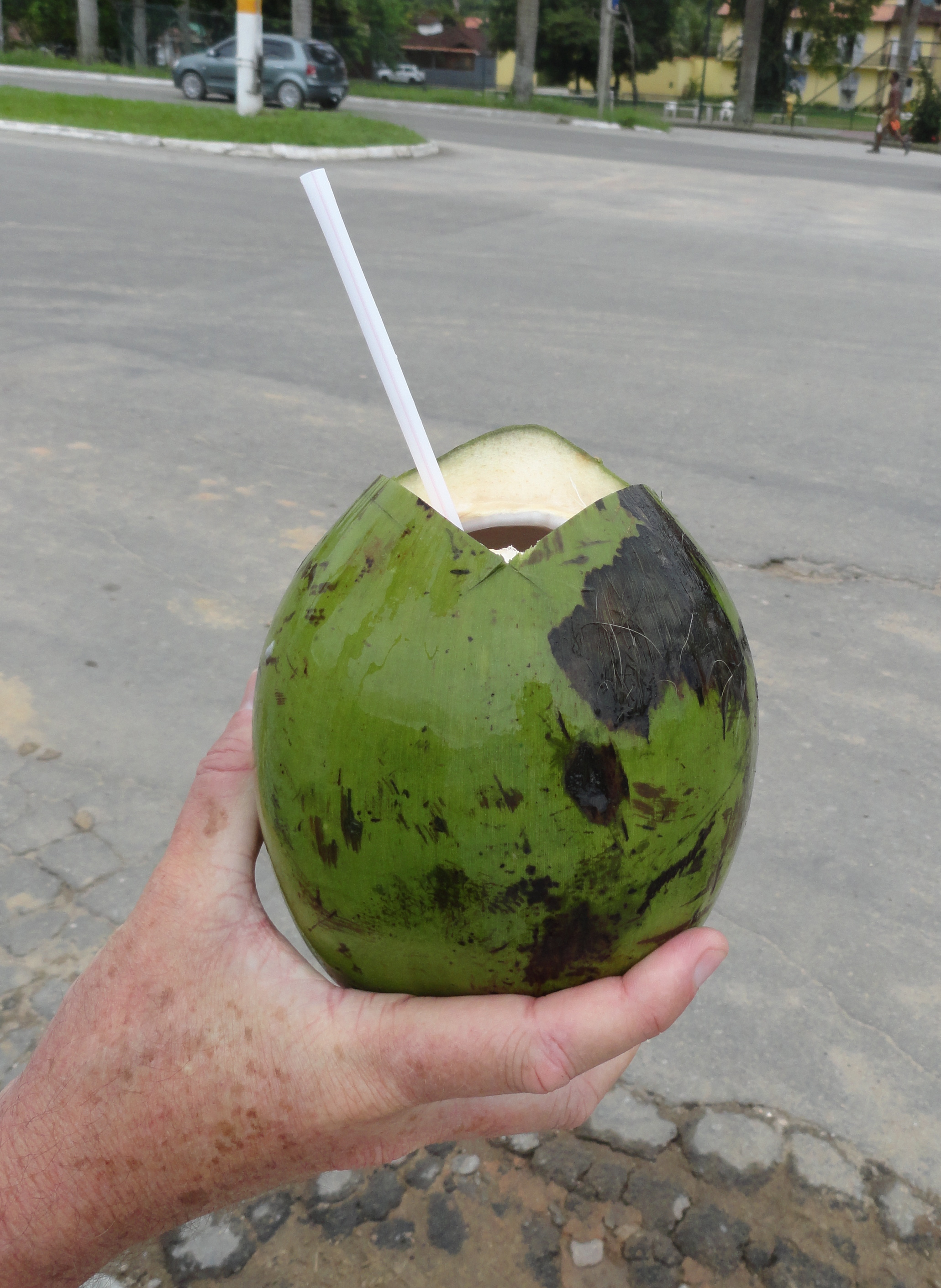
Een kokosnoot als straatvoedsel

Straatvoedsel, ook bekend onder de Engelstalige term street food of streetfood, is eten en drinken dat op straat verkocht wordt. Het betreft hier onder andere verkoop vanuit verrijdbare kraampjes op de openbare weg of voedselverkoop op een warenmarkt.
In New York bestaan sinds 2005 de Vendy Awards (van het Engelse vendor voor verkoper), een jaarlijkse uitreiking waarbij een jury de beste straatverkoper van voedsel verkiest.

## Begripsherkomst
Bij straatvoedsel is de maaltijduitgifte meestal zodanig dat het eten meteen en zonder bestek (als finger food) genuttigd kan worden. Het eten wordt bijvoorbeeld geserveerd op een kartonnen wegwerpbord of een plantenblad, in papier of in een servet gewikkeld, of aan een houten prikker gespiesd.
Straatvoedsel is veelal uniek en kenmerkend voor de regio en wordt meestentijds verkocht door plaatselijke zelfstandige ondernemers. Het eten wordt vaak ter plekke bereid voor de ogen van de koper. Door de kleine portionering, de eenvoudige bereiding en de lage vaste lasten voor de ondernemers is straatvoedsel doorgaans betaalbaar.
Hoewel fastfood eveneens onderweg genuttigd kan worden, verwijst dit begrip naar een snelle bereiding in combinatie met de snelle consumptie van het eten. Fastfood wordt vaak specifiek aangeboden om mee te nemen (to go) en wordt daarom beter verpakt dan straatvoedsel.

## Getallen
Volgens een studie van de Voedsel- en Landbouworganisatie in 2007 consumeren ongeveer 2,5 miljard mensen dagelijks straatvoedsel. In Zuid-Amerika wordt in stedelijke huishoudens bijna 30% van het inkomen hieraan besteed. In Bangkok verzorgen 20.000 straatvoedselverkopers naar schatting 40% van de dagelijkse voedselbehoefte van de stadsbevolking. Het is niet alleen goedkoop, maar kan ook voedzaam zijn.

## Voor- en nadelen
De hoge flexibiliteit van straatvoedsel maakt aanpassing van de smaak, het voedselaanbod en verkoopmomenten (lunchpauzes, sportwedstrijden) mogelijk. In tegenstelling tot de uniforme systeemgastronomie zijn de bereidingsmethoden van straatvoedsel nauwelijks gedefinieerd. Er moet daarom bij vergelijkbare producten (hamburgers, friet, pannenkoeken) rekening gehouden worden met hogere effecten van bijproducten in straatvoedsel, zoals acrylamide, kruisbesmetting en afbraakproducten van vet.
Het gebruik van wegwerpverpakkingen bij straatvoedsel draagt bij aan de hoeveelheid zwerfafval. Onbekend is of aan de afvalstoffenheffing door straatvoedselverkopers wordt bijgedragen. Doordat de afvalinzameling in sommige landen niet toereikend is, verergert straatvoedsel hierdoor de milieuvervuiling.

## Wereldwijde varianten
Veelvoorkomende straatvoedselgerechten zijn:
- Gebak: pretzels, sandwiches
- Brood: Chapati, Farinata (van kikkererwten), laxoox (Somalië), pizza, puri, samosa
- Gefrituurd: Acarajé (Brazilië), donuts, doubles (Trinidad en Tobago), fish and chips, friet, arancini (rijstballetjes)
- Op houtskool gegrilld: Saté, tamme kastanjes
- Zoetigheden: wafels, baklava, roomijs
- Groente: gekookte of geroosterde maiskolven, aardappels, zoete aardappels
- Fruit: Geheel of in hapklare stukken gesneden
- Hartige snacks: geroosterde zaden of noten
- Vleesgerechten: kibbeh, döner kebab, ćevapčići
- Visgerechten: gefrituurde sardines of calamares
- Insecten: vooral in de Thaise keuken, Afrika, maar ook in Europa[2]
- Soep
- Bentō

Wijdverbreide dranken die aan straat worden verkocht zijn onder meer drinkwater, koffie, thee, vruchtensap, granita, bier, limonade en kokoswater.

## Nederlandstalige gebieden
In Nederland en België wordt onder andere eten op straat verkocht via de gebakkraam, viskraam of het frietkot. Een vorm van straatvoedsel specifiek voor Nederland is de loempiakraam, die in de jaren 1980 in het straatbeeld verscheen na de immigratie van Vietnamezen. In Suriname is schaafijs een bekende lekkernij die op straat wordt verkocht. Op Curaçao wordt straatvoedsel verkocht vanuit kraampjes genaamd trùk'i pan.